# Der Feinschmecker
Der Feinschmecker ist eine monatlich in Hamburg erscheinende Special-Interest-Zeitschrift, die sich mit feiner Küche, Wein und anderen Fragen des gehobenen Genusses beschäftigt und Gastronomiekritik betreibt. Das Magazin wurde im Jahr 1975 gegründet und gilt als eines der führenden Gourmet-Magazine im deutschsprachigen Raum.

## Geschichte
Der Feinschmecker erschien erstmals im Oktober 1975 als Übernahme aus dem Arne-Verlag von Arne Krüger, der Herausgeber blieb. Chefredakteur und seit 1988 Herausgeber war Jochen Karsten (1925–2005). Madeleine Jakits hatte die Leitung der Redaktion 1997 von Wolf Thieme übernommen, deren Stellvertreterin sie seit 1994 gewesen war. Ihre Stellvertreterin war Deborah Middelhoff, die Anfang 2020 die Chefredaktion der Zeitschrift übernahm. Gleichzeitig wurde Jakits Herausgeberin des Magazins.
Im November 2023 kündigte Deborah Middelhoff an, sie werde im Februar 2024 ihre Chefredaktion der Kulinarik-Magazine im Jahreszeiten Verlag beenden, und erläuterte: „Vor dem Hintergrund meiner Zugehörigkeit zur jüdischen Glaubensgemeinschaft und aufgrund der aktuellen Entwicklungen in Deutschland habe ich mich entschieden, meinen Lebensmittelpunkt ins Ausland zu verlegen.“ Dies wurde als eine Anspielung auf die antisemitischen Vorfälle in Deutschland nach dem Angriff der Hamas auf Israel am 7. Oktober 2023 und die israelische Gegenwehr verstanden.
Im März 2024 wurde Gabriele Heins Chefredakteurin des Feinschmeckers, die zuvor stellvertretende Chefredakteurin war.
Laut IVW 1/2025 beträgt die verkaufte Auflage 60.041 Exemplare.

## Redaktioneller Inhalt
Die Zeitschrift enthält in jeder Ausgabe die Rubriken Reisen, Essen, Trinken und Lebensart. Zu den ständigen Autoren gehören und gehörten unter anderem Stuart Pigott, Eckart Witzigmann, Wolfram Siebeck und Alexander Oetker. Der Feinschmecker kürt alljährlich einen „Koch des Jahres“, einen „Aufsteiger des Jahres“ sowie ein „Restaurant des Jahres“.
Darüber hinaus werden im Laufe eines Jahres immer wieder Ranglisten veröffentlicht, die der Zeitschrift als Supplements in Form kleinformatiger, broschierter Taschenbücher beiliegen, wie zum Beispiel „Die 500 besten Restaurants in Deutschland“, „Die besten Restaurants für jeden Tag“, „Die besten Cafés und Röstereien“ oder „Deutschlands beste ausländische Restaurants“.
Weiterhin betreut die Redaktion die Buchreihe Der Feinschmecker Guide mit Titeln wie Der Feinschmecker Restaurant Guide, Der Feinschmecker Guide – Hotels & Restaurants an der Ostsee, Der Feinschmecker Guide – Landgasthäuser in Deutschland oder Der Feinschmecker Guide – Kulinarisches Wörterbuch. Außerdem werden sogenannte Bookazines produziert – „eine Mischung aus Buch und Magazin“ – mit Titeln wie Wein aus Österreich, Australien kulinarisch oder Genfer See.

### Restaurant-Bewertungen
Die Tester von Der Feinschmecker bewerten die von ihnen besuchten Restaurants mit bis zu fünf Punkten, wobei als Zwischenstufen auch halbe Punkte vergeben werden können. Zur Visualisierung wurde viele Jahre „F“-Symbole (sogenannte „Feinschmecker-Fs“) vergeben. Inzwischen werden die Wertungen mithilfe roter Sechsecke symbolisiert.
- ½ Punkt: Solide Küche, sympathisches Lokal
- 1 Punkt: Gute Küche
- 2 Punkte: Sehr gute Küche, guter Service, angenehmes Ambiente
- 3 Punkte: Exzellente Küche, sehr guter Service, Komfort und Ambiente bemerkenswert
- 4 Punkte: Küche und Service herausragend, Ambiente und Komfort außergewöhnlich
- 5 Punkte: In jeder Hinsicht perfekt.[9]

Aus diesen Beschreibungen folgt, dass bereits eine Bewertung mit einem halben Punkt grundsätzlich als Auszeichnung zu verstehen ist.
Die Punkte von Der Feinschmecker werden von Aggregatoren wie dem Hornstein-Ranking, der Gerolsteiner-Restaurant-Bestenliste oder dem Gastronomie-Portal Restaurant-Ranglisten berücksichtigt, um auf den Bewertungen verschiedener Restaurant-Führer basierende Gesamt-Ranglisten zu erstellen.

## Vergebene Auszeichnungen

### Aufsteiger des Jahres
Seit 1985 wird zum Ende eines Jahres der „Aufsteiger des Jahres“ nach einer Leserumfrage des Feinschmecker gekürt. Mit der Auszeichnung wird zugleich die „Trophée Laurent-Perrier“, die vom gleichnamigen Champagnerhaus gestiftet wird, vergeben.
| - 1985: Alois Köpf - 1986: Rainer Wolter - 1987: Hermann Fritz - 1988: Harald Schmitt - 1989: Karlheinz Schumair - 1990: Doris Burneleit - 1991: Martin Scharff - 1992: Thomas Teigelkamp - 1993: Michael Fell - 1994: Joachim Wissler - 1995: Manfred Heissig - 1996: Markus Semmler | - 1997: Detlev Hohl - 1998: Christian Bau - 1999: Jürgen Benker - 2000: Marco Müller - 2001: Patrick Bittner - 2002: Sven Elverfeld - 2003: Bernd Siener - 2004: Alexander Dressel - 2005: Mario Corti - 2006: Steffen Henssler - 2007: Vjekoslav Pavic - 2008: Eduard Dimant | - 2009: Jens Fischer - 2010: Sebastian Zier - 2012: Florian Hartmann - 2013: Benjamin Biedlingmaier - 2016: Stefan Meier - 2017: Phillip Schneider - 2018: Valentin Rottner - 2019: Christoph Kunz - 2020: Marc Pink - 2022: Virginie Protat - 2023: Tim Tanneberger - 2025: Lasse Knickrehm |

### Koch des Jahres
Seit 1996 zeichnet Der Feinschmecker jeweils zum Ende eines Jahres einen herausragenden Koch in Deutschland aus. Preisträger sind bislang:
| - 1996: Hans Haas: Tantris, München - 1997: Heinz Winkler: Residenz Heinz Winkler, Aschau - 1998: Dieter Müller: Gourmet-Restaurant Dieter Müller im Haus Lerbach, Bergisch Gladbach - 1999: Harald Wohlfahrt: Traube Tonbach – Schwarzwaldstube, Baiersbronn - 2000: Dieter L. Kaufmann: Zur Traube, Grevenbroich - 2001: Lothar Eiermann: Wald- & Schlosshotel Friedrichsruhe, Zweiflingen - 2002: Claus-Peter Lumpp: Restaurant Bareiss, Baiersbronn - 2003: Hans Stefan Steinheuer: Steinheuers Restaurant, Bad Neuenahr-Heppingen - 2004: Joachim Wissler: Vendôme im Grandhotel Schloss Bensberg, Bergisch Gladbach - 2005: Christian Bau: Victor’s Gourmet-Restaurant Schloss Berg, Perl - 2006: Helmut Thieltges: Waldhotel Sonnora, Dreis - 2007: Sven Elverfeld: Aqua im Hotel The Ritz-Carlton Wolfsburg, Wolfsburg - 2008: Christian Jürgens: Gourmetrestaurant Überfahrt, Rottach-Egern | - 2009: Klaus Erfort: Gästehaus Klaus Erfort, Saarbrücken - 2010: Michael Hoffmann: Margaux, Berlin - 2011: Tim Raue: Restaurant Tim Raue, Berlin - 2012: Thomas Bühner: la vie, Osnabrück - 2013: Johannes King: Söl’ring Hof, Rantum, Sylt - 2014: Michael Kempf: Facil, Berlin - 2015: Tohru Nakamura: Restaurant im Hotel Geisels Werneckhof, München - 2016: Jan Hartwig: Atelier im Hotel Bayerischer Hof, München - 2017: Nils Henkel: Restaurant Schwarzenstein im Hotel Burg Schwarzenstein, Geisenheim - 2018: Clemens Rambichler: Waldhotel Sonnora, Dreis - 2019: Eric Menchon: Le Moissonnier, Köln - 2020: Felix Schneider: Sosein, Heroldsberg - 2021: Andree Köthe: Essigbrätlein, Nürnberg - 2022: Sigi Schelling, Werneckhof, München - 2023: Niclas Nussbaumer: Mühle Schluchsee, Schluchsee - 2025: Benjamin Chmura: Tantris, München |

### Restaurant des Jahres
Diese Auszeichnung wird von der Redaktion seit 2000 verliehen. Die bislang ausgezeichneten Unternehmen sind:
| - 2000: Restaurant am Marstall, München (Christian Jürgens) - 2001: Vendôme, Bergisch Gladbach (Joachim Wissler) - 2002: Aqua, Wolfsburg (Sven Elverfeld) - 2003: Hugos, Berlin (Thomas Kammeier) - 2004: Schwarz, Heidelberg (Manfred Schwarz) - 2005: Amador, Langen (Juan Amador) - 2006: la vie, Osnabrück (Thomas Bühner) - 2007: Falco, Leipzig (Peter Maria Schnurr) - 2008: Landhaus St. Urban, Naurath (Harald Rüssel) - 2009: Rosin, Dorsten (Frank Rosin) - 2010: Gourmetrestaurant Überfahrt, Rottach-Egern (Christian Jürgens) - 2011: Gästehaus Erfort, Saarbrücken (Klaus Erfort) | - 2012: Le Moissonnier, Köln (Vincent Moissonnier und Eric Menchon) - 2013: bean & beluga, Dresden (Stefan Hermann) - 2014: Haerlin, Hamburg (Christoph Rüffer) - 2015: The Table, Hamburg (Kevin Fehling) - 2016: Nobelhart & Schmutzig, Berlin (Micha Schäfer) - 2017: Schanz, Piesport (Thomas Schanz) - 2018: Intense, Kallstadt (Benjamin Peifer) - 2019: Tim Raue, Berlin (Tim Raue) - 2020: Ammolite, Rust (Peter Hagen-Wiest) - 2021: Haus Stemberg, Velbert (Sascha Stemberg) - 2022: Rutz, Berlin (Marco Müller) - 2023: Aura, Wirsberg (Alexander Herrmann & Tobias Bätz) - 2025: Louis, Saarlouis, Sebastian Sandor |

### Feinschmecker-Gastro-Awards
2019 wurden die Auszeichnungen „Koch des Jahres“ und „Restaurant des Jahres“ erstmals im Rahmen der „Feinschmecker Gastro-Awards“ verliehen. Weitere Award-Rubriken waren: „Gastgeber“ (Markus Klaas, Restaurant im Hotel Geisels Werneckhof, München), „Sommelier“ (Bärbel Ring, Söl’ring Hof, Sylt), „Patissier“ (René Frank, Coda, Berlin), „Weinkarte“ (Restaurant Adler, Vogtsburg), „Nachhaltigkeit“ (Thomas Imbusch, 100/200, Hamburg), „Lebensleistung“ (Hans Haas, Tantris, München) und „Innovation“ (Benjamin Peifer, Intense, Kallstadt).
2020 gingen weitere Gastro-Awards an: Restaurant Bianc, Hamburg (Kategorie „Restaurantdesign“), Andree Köthe und Yves Ollech, Restaurant Essigbrätlein, Nürnberg („Gemüse-Visionär“), Marco Müller, Restaurant Rutz, Berlin („Innovative Küche“), Restaurant Haus Stemberg, Velbert („Lieblingsgasthaus“), Matthias Gförer, Restaurant Gutsküche Wulksfelde („Nachhaltigkeit“), Joachim Kaiser, Restaurant Meyers Keller, Nördlingen („Vorbildlicher Arbeitgeber“), Tobias Bätz, Restaurant Alexander Herrmann by Tobias Bätz, Wirsberg („Teamplayer“) sowie Ilona Scholl/Max Strohe, Aktion Kochen für Helden/Restaurant Tulus Lotrek, Berlin („Sonderpreis Solidarität“).
2021 wurden keine Gastro-Awards verliehen. Stattdessen kürte die Redaktion im Kontext der Auszeichnungen „Koch des Jahres“ und „Restaurant des Jahres“ „die 50 spannendsten deutschen Restaurants“, die sie in fünf Kategorien unterteilte (zeitgemäße Kochkunst, Regionalität, Impulsgeber, neue Generation, neue Genusskonzepte).